# Ржищів (село)
Ржи́щів — село в Україні, у Луцькому районі Волинської області. Входить до складу Мар'янівської селищної громади. Населення становить 584 особи.

## Історія
У 1906 році село Бранської волості Володимир-Волинського повіту Волинської губернії. Відстань від повітового міста 70 верст, від волості 7. Дворів 103, мешканців 648.

## Населення
Згідно з переписом УРСР 1989 року чисельність наявного населення села становила 618 осіб, з яких 301 чоловік та 317 жінок.
За переписом населення України 2001 року в селі мешкала 581 особа. 100 % населення вказало своєю рідною мовою українську мову.